# دهستان سیدشهاب
سیدشهاب دهستانی است از توابع بخش مرکزی شهرستان تویسرکان در استان همدان ایران.

## جمعیت
براساس سرشماری سال ۱۳۸۵ جمعیت آن ۸٬۲۲۳ نفر (۱٬۹۳۳ خانوار) بوده‌است.